# Еберхард Фогел
Еберхард Фогел (8. април 1943) бивши је источнонемачки фудбалер и тренер.

## Биографија
Фогел је у каријери играо за Карл Макс Штат (1961–1970) и за Карл Цајс Јену (1970–1982). Са 440 наступа у оба клуба комбиновано, држи рекорд у највишем фудбалском рангу Источне Немачке.
За репрезентацију Источне Немачке је одиграо 74 утакмице и постигао 25 голова. Као члан олимпијског тима Источне Немачке, освојио је две бронзане медаље на играма у Токију 1964 и Минхену 1972. године. Учествовао је на ФИФА Светском првенству 1974. године у Западној Немачкој.
Године 1969. освојио је награду за најбољег фудбалера Источне Немачке.
Касније је започео тренерску каријеру и водио неколико тимова, укључујући Магдебург, Дресднер СК и репрезентацију Того.

## Успеси

### Клуб
- Прва лига Источне Немачке: 1967.
- Куп Источне Немачке: 1972, 1974, 1980

### Репрезентација
Источна Немачка
- Олимпијске игре: бронзана медаља Токио 1964.
- Олимпијске игре: бронзана медаља Минхен 1972.

### Награде
- Најбољи играч Источне Немачке: 1969.